# 出晴駅
出晴駅（ではれえき）は、香川県高松市塩上町（現在の塩上町二丁目）にあった高松琴平電気鉄道長尾線および志度線の駅。現在の瓦町駅志度線口東側に位置した。

## 歴史
- 1912年（明治45年）4月30日：高松電気軌道（現在の長尾線）の駅として開業。
- 1913年 (大正2年) 10月15日：東讃電気軌道（現在の志度線）の駅開業。
- 1915年 (大正4年) 4月22日：東讃電気軌道が路線を公園前まで延長。
- 1916年 (大正5年) 12月25日：会社合併により東讃電気軌道の駅が四国水力電気の駅となる。
- 1942年（昭和17年）4月30日：路線譲渡により四国水力電気の駅が讃岐電鉄の駅となる。
- 1943年（昭和18年）11月1日：会社合併により高松琴平電気鉄道発足。高松電気軌道の駅は長尾線の駅、讃岐電鉄の駅は志度線の駅となる。
- 1945年（昭和20年）
  - 6月26日：長尾線が志度線・市内線に乗り入れ。
  - 7月4日：高松空襲により駅舎焼失。志度線の公園前 - 当駅間および市内線が休止になり長尾線・志度線は当駅始発となる。
  - 7月30日：廃止。長尾線・志度線は琴電高松（現在の瓦町）始発となる。

## 隣の駅
高松琴平電気鉄道
長尾線
出晴駅 - 御坊川駅
志度線
瓦町駅 - 出晴駅 - 今橋駅